# شهرستان کیروفسکی (استان کالوگا)
شهرستان کیروفسکی (به لاتین: Kirovsky District) یک شهرستان در روسیه است که در استان کالوگا واقع شده‌است.